# Società Sportiva Chieti 1968-1969
Questa voce raccoglie le informazioni riguardanti la Società Sportiva Chieti nelle competizioni ufficiali della stagione 1968-1969.

## Rosa
| N. |                   | Ruolo | Calciatore          |
| -- | ----------------- | ----- | ------------------- |
|    | Italia (bandiera) |       | Badiani             |
|    | Italia (bandiera) | A     | Walter Berardi      |
|    | Italia (bandiera) | C     | Giancarlo Bianchini |
|    | Italia (bandiera) | C     | Romeo Campagnola    |
|    | Italia (bandiera) | A     | Alfiero Caposciutti |
|    | Italia (bandiera) | C     | Silvano Ciarlini    |
|    | Italia (bandiera) |       | Ennio Crastia       |
|    | Italia (bandiera) | C     | Ubaldo Crippa       |
|    | Italia (bandiera) | D     | Arturo De Petri     |
|    | Italia (bandiera) | D     | Sergio Giampietro   |
|    | Italia (bandiera) | A     | Nicola Giardino     |

| N. |                   | Ruolo | Calciatore          |
| -- | ----------------- | ----- | ------------------- |
|    | Italia (bandiera) | C     | Riccardo Giovanardi |
|    | Italia (bandiera) | A     | Angelo Giugno       |
|    | Italia (bandiera) | C     | Rolando Gramoglia   |
|    | Italia (bandiera) | C     | Antonio Lancioni    |
|    | Italia (bandiera) |       | Maresca             |
|    | Italia (bandiera) | D     | Giovanni Masiello   |
|    | Italia (bandiera) | D     | Roberto Pazienza    |
|    | Italia (bandiera) | P     | Gian Mario Rama     |
|    | Italia (bandiera) | P     | Giuseppe Ridolfi    |
|    | Italia (bandiera) | A     | Luigi Sanseverino   |
|    | Italia (bandiera) |       | Zengarini           |